# Konohana-ku
Konohana-ku (此花区?) è uno dei 24 quartieri di Ōsaka, in Giappone. Si trova alla foce del fiume Yodo.
Ospiterà Expo 2025.
Sono nati in questo quartiere Yū Yokoyama e Miyavi.